# Lissonota oncolaba
Lissonota oncolaba là một loài tò vò trong họ Ichneumonidae.